# 石嘴子乡
石嘴子乡，是中华人民共和国河北省张家口崇礼区下辖的一个乡镇级行政单位。

## 行政区划
石嘴子乡下辖以下地区：
石嘴子村、下四杆旗村、上四杆旗村、摆察村、狮子沟村、良户营村、草场村、东黄土窑村、西三间房村、六间房村、南泥沟村、五十家村、麻地营村、察汉陀罗村、吉庆沟村、半坝村和五台窑村。